# Blockführer

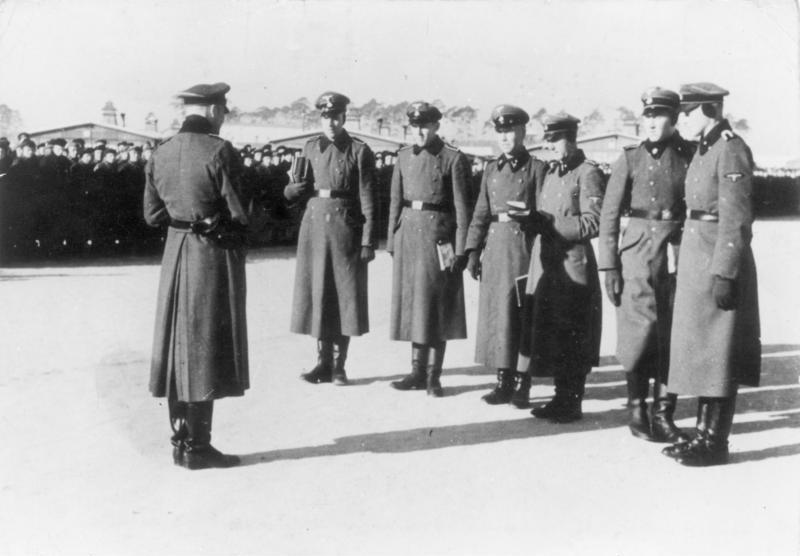
Zes Blockführers naast elkaar tijdens het morgenappel in het concentratiekamp Sachsenhausen.

Blockführer (Blokleider) was een titel van de SS, specifiek voor de SS-Totenkopfverbände (concentratiekampeenheden). Een vergelijkbare titel, Blockleiter, bestond binnen de NSDAP.
In een concentratiekamp had een Blockführer het bevel over een of meerdere barakken met gevangenen (Blocks). Hij was belast met de dagelijkse leiding en hield toezicht op de arbeidscommando's, en het uitdelen van rantsoenen aan de gevangenen. Hij werd geholpen door een aantal Kapo's. De positie van Blockführer werd meestal bekleed door een SS-militair met een rang van Unterscharführer of Scharführer.
In een vernietigingskamp was het met Zyklon B vergassen van gevangenen de taak van een SS-onderofficier. Ook deze taak werd uitgevoerd door een Blockführer.